# Made in Germany

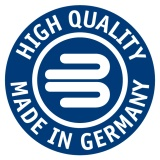

Made in Germany, produs, sau  fabricat în Germania este o etichetă atașată produselor fabricate în Germania, ea desemnează originea produsului. Eticheta a fost introdusă pe la sfârșitul secolului XIX cu scopul de a proteja produsele engleze față de cele germane, care erau mai ieftine dar și de calitate inferioară celor engleze. Cu timpul însă calitatea produselor germane s-a îmbunătățit substanțial, azi produsele germane fiind căutate pe plan internațional. Made în Germany devenind reclamă. Din această cauză Parlamenul European a hotărât la data de 17 octombrie 2013, ca să poarte această denumire numai produsele care au fost produse integral în Germania.